# Manu Trigueros
Manuel 'Manu' Trigueros Muñoz, född 17 oktober 1991, är en spansk fotbollsspelare som spelar för Villarreal.

## Karriär
I november 2016 förlängde Trigueros sitt kontrakt i Villarreal fram till 2022.